# Friedrich Moritz Stamm

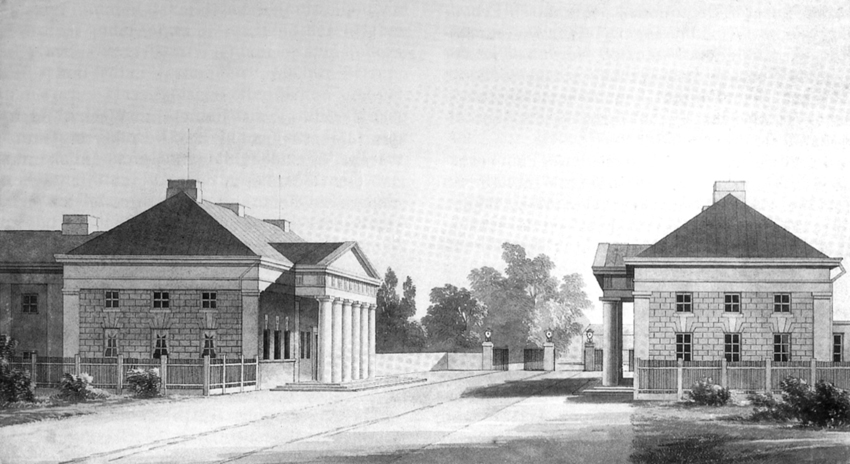
Die Wachhäuser der ehemaligen Ostertorwache

Friedrich Moritz Stamm (* 1794 in Voerde (heute: Altenvoerde); † 30. April 1843 in Bremen) war ein deutscher Architekt des Klassizismus und Baubeamter im preußischen und im bremischen Staatsdienst.

## Biografie

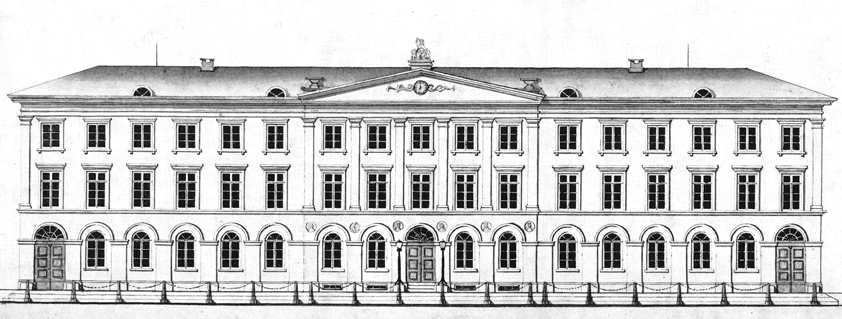
Das 1831 errichtete Arbeitshaus (1944 bei einem Luftangriff zerstört)

Stamm ging nach dem Studium der Architektur zunächst als Baukondukteur (Bauaufseher) in den preußischen Staatsdienst nach Minden. 1822 wurde er dann Bauinspektor in Bremen. Dort war er vor allem für den Land- und Hochbau zuständig, während Nicolaus Blohm den Wasser- und Deichbau leitete. In Stamms Aufgabengebiet fiel damit die Unterhaltung, die Ergänzung und der Neubau der öffentlichen Bauten in Bremen.
Nach seinen Entwürfen entstanden verschiedene klassizistische Bauwerke, die das Bremer Stadtbild der ersten Hälfte des 19. Jahrhunderts mitprägten. So das Wach- und das Detentionsgebäude am Ostertor (erbaut 1825), das Wachgebäude am Hohentor (1826), das Torhaus an der Bischoffsnadel (1830) und das Arbeitshaus (1831) auf der Herrlichkeit – einer Halbinsel zwischen der großen und der kleinen Weser. Darüber hinaus leitete er den Neubau der Kleinen Weserbrücke – der „Brautbrücke“ –, war verantwortlich für den Chausseebau und arbeitete mit Jacobus Johannes van Ronzelen an der Stadtplanung des 1827 gegründeten Bremerhaven. 1839 wurde Stamm zum Stadtbaudirektor und zum technischen Leiter für die Prüfungen der Maurer- und Zimmerermeister ernannt.
Von seinen Bauten sind das kleine Torhaus an der Bischoffsnadel erhalten und die beiden Gebäude der Ostertorwache am Ostertorsteinweg, die heutzutage das Gerhard-Marcks-Haus und das Wilhelm-Wagenfeld-Haus beherbergen.

## Werke
- 1837: Wohnhaus, Franziskanerstraße 5–6, Bremen[1]
- 1825–1828: Gerhard-Marcks-Haus, Am Wall 208, Bremen[2]
- 1838: Bischofstor (Bremen) in den Wallanlagen[3]
- 1836: Landwirtschaftliche Winterschule, Violenstraße 13, Bremen[4]
- 1825–1828: Wilhelm-Wagenfeld-Haus, Am Wall 209, Bremen[5]